# جوزپه وردی

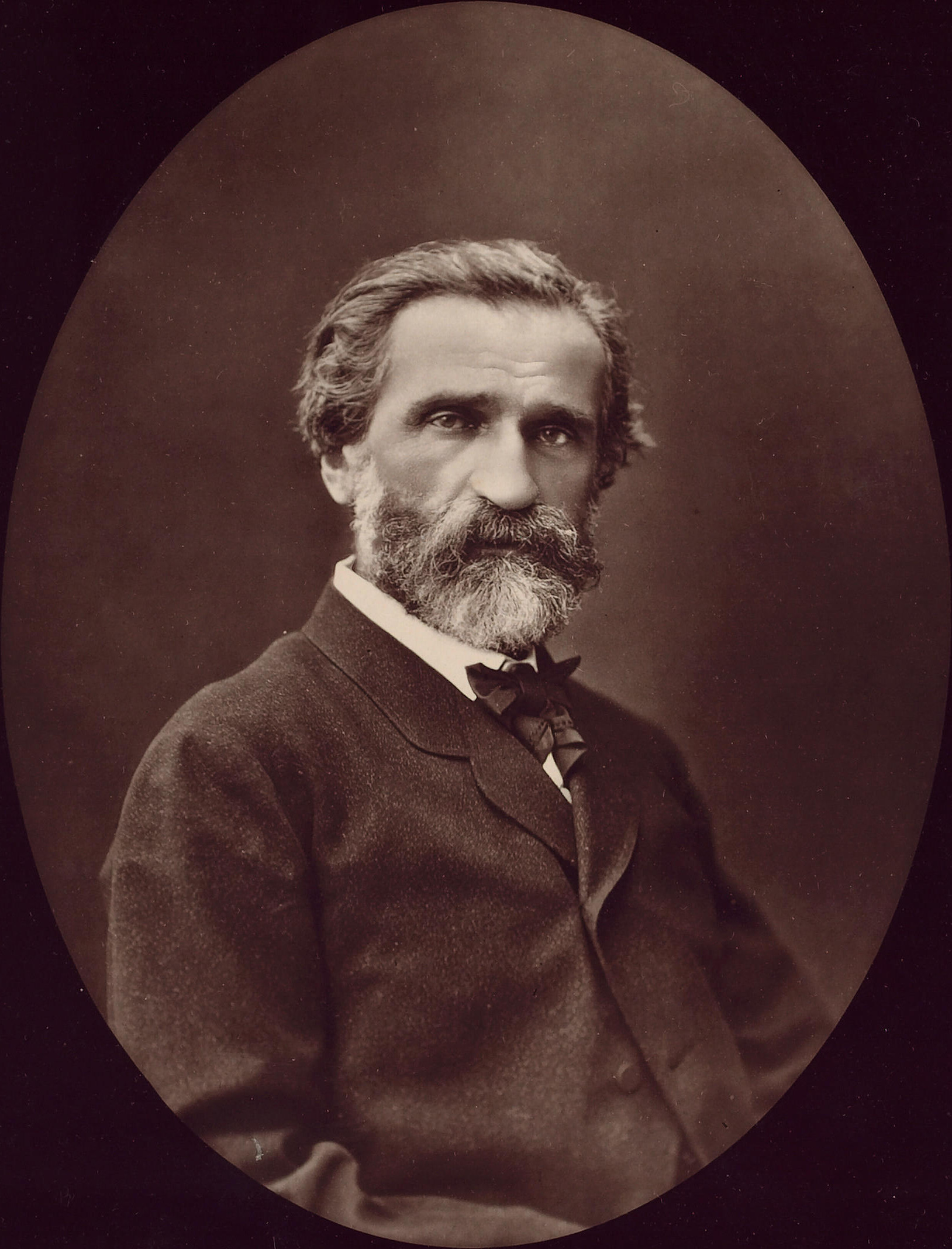
جوزپه وردی در سال ۱۸۷۶

جوزپه فورتونینو فرانچسکو وردی (به ایتالیایی: Giuseppe Verdi) ‏ (۱۰ اکتبر ۱۸۱۳ – ۲۷ ژانویه ۱۹۰۱) آهنگساز ایتالیایی بود. در دهکده‌ای کوچک در ایتالیا زاده شد. پدرش مسافرخانه‌چی فقیری بود که خواندن و نوشتن نمی‌دانست. وردی جوان در ده سالگی برای تحصیل موسیقی و رفتن به مدرسه رهسپار شهر بوستو در نزدیکی زادگاهش شد. نه سال تمام هر یکشنبه برای آنکه کفش‌هایش خراب نشود آنها را بغل می‌زد و حدود پنج کیلومتر پابرهنه راه می‌رفت تا در کلیسای دهکده‌اش ارگ بنوازد. یک حامی ثروتمند، وردی را به خانه خود برد و بعدها تأمین مخارج تحصیل موسیقی او را در میلان بر عهده گرفت. وردی پس از پایان ۲۲ سالگی به شهر بوستو بازگشت و سرپرست موسیقی آنجا شد. به این ترتیب، پس از اطمینان از درآمدی ثابت توانست با دختر حامی خویش، بانوی جوانی که از کودکی او را می‌شناخت و دلبسته‌اش بود، ازدواج کند.
بیشتر ساخته‌های او در زمینه اپرا و از محبوب‌ترین آثار اپرایی است که در اغلب سالن‌های اپراهای جهان اجرا می‌شود. وبگاه آل‌میوزیک اهمیت وردی در آهنگسازی اپرا را همسنگ نقش بتهوون در سمفونی دانسته‌است.

## اپراهای پایانی

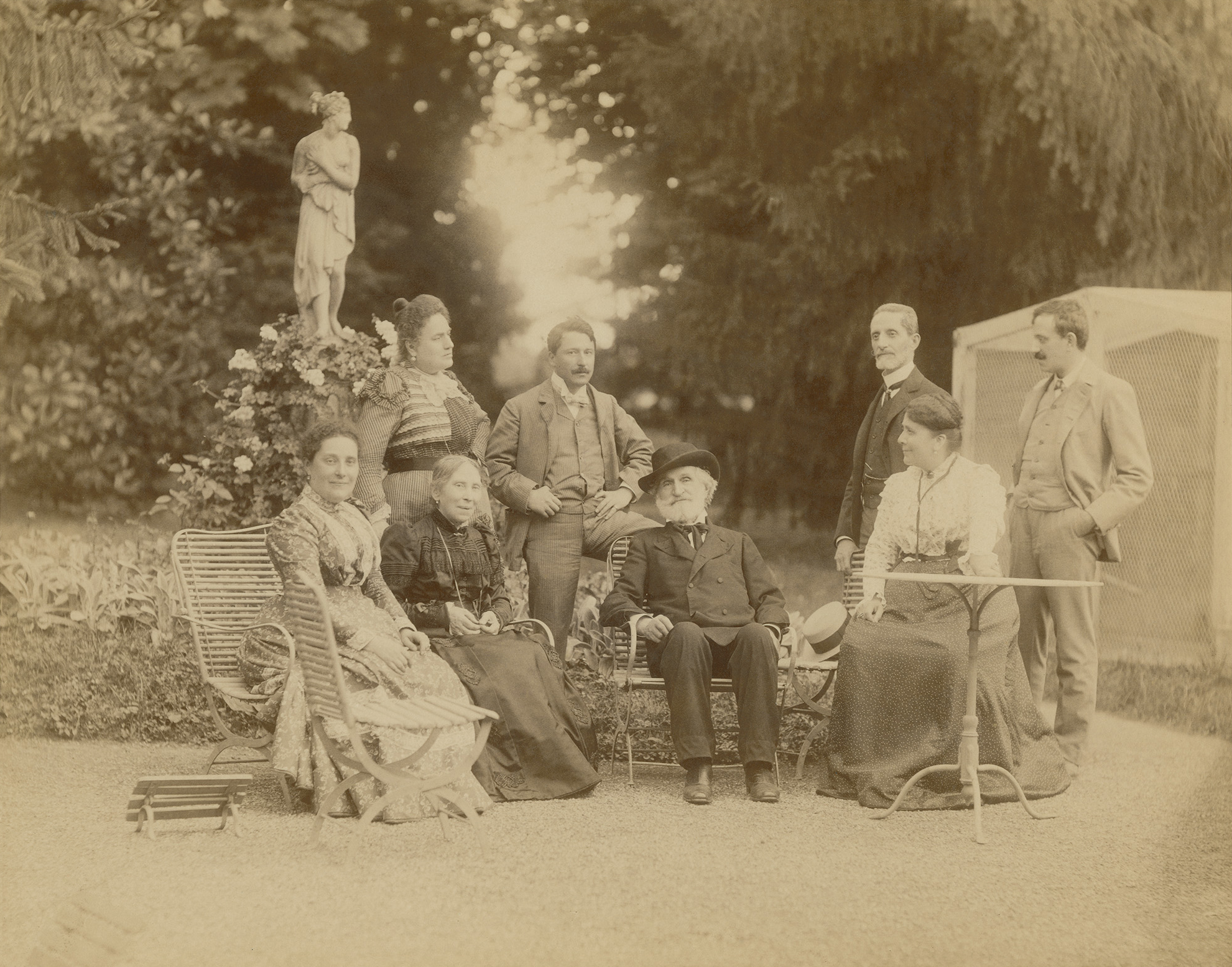
نگاره‌ای به‌سال ۱۹۰۰ میلادی از جوزپه وردی و اعضای خانواده‌اش به همراه جمعی از دوستان‌شان از جمله ترزا اشتولتس، جیولیو ریکوردی (en) و لئوپولدو متلیکوویتز (fr) در ویلای وردی (en) واقع در کومونه ویلانوا سولاردا، ایتالیا.

دو اپرای پایانیِ وردی، اتلو و فالستاف، نسبت به دیگر آثار او از پختگی موسیقاییِ بالاتری برخوردارند. هرچند که وردی پس از اپرای آیدا دیگر انگیزه و اشتیاقی برای ساخت اپرا نداشت، با این وجود اطرافیانش با ترفندهایی زمینهٔ ساختِ اثر جدید را فراهم آوردند. در تابستان ۱۸۷۹ ریکوردی (از دوستان نزدیک وردی) که باور نداشت عمر اپراسازیِ استاد به سر آمده باشد، پس از کسب اجازه از او، ترتیبی داد که وردی و آریگو بوئیتو با یکدیگر ملاقات کنند. او در واقع قصد داشت اشتیاق ساخت اپرایی براساس نمایش‌نامهٔ اتلوی شکسپیر را در وردی ایجاد کند. بوئیتو سه روز پس از دیدار با وردی لیبرتو (اپرانامهٔ) اتلو را برای وردی آورد که توانست نظر مساعد وی را جلب کند. اما وردی قولی برای ساخت اپرا نداد، هرچند که جرقه‌هایی در ذهنش شکل گرفته و در حال گسترش بود.
بوئیتو و وردی از چندین سال پیش یکدیگر را می‌شناختند. وردی در سال ۱۸۶۲ کانتاتای کوچکی به نام «سرود ملت‌ها» برای یک خواننده و ارکستر همراه با گروه همسرایان ساخته بود تا در نمایشگاه بین‌المللی لندن اجرا شود. او در آن کانتاتا از شعرهای بوئیتو استفاده کرده بود. بوئیتو در آن زمان بیست سال داشت و آثارش را به‌شوخی با توبیا گوریو امضا می‌کرد. او نظریه‌هایی پر از شور جوانی دربارهٔ بازسازی هنر داشت و معتقد بود گذشته را باید به‌کل به فراموشی سپرد و آغازی نو بنا نهاد. درست برعکس وردی که باور داشت موسیقی بهتر را تنها بر بنیادهای کهن می‌توان ساخت. در آن زمان مشکل می‌شد پذیرفت که آن‌ها روزی تبدیل به دوستان و همکارانی نزدیک گردند. در واقع سردی از جانب وردی بود که علاقه‌ای به دوستی نشان نمی‌داد. چراکه بوئیتو در غرور جوانی اپراهای نخستین و ناپخته وردی را مورد تمسخر قرار داده بود. او البته پس از شنیدن آیدا به اشتباه خود پی برد.
به پیشنهاد ریکوردی و موافقت وردی، بوئیتو در سال ۱۸۸۰ بر روی تألیف تازه‌ای از اپرای سیمونه بوکانرا کار کرد وردی هم در نت‌نگاشت آن اصلاح‌هایی انجام داد که اجرای آن در سال ۱۸۸۱ پیروزی چشمگیری بود. با این وجود وردی شتابی برای ساخت اتللو نشان نداد. وی سرانجام در ۱۸۸۶ اعلام کرد که اگر همه‌چیز به خوبی پیش رود اپرای تازه‌اش به اجرا درخواهد آمد. در ژانویه ۱۸۸۷ تمرین‌ها با شدت در لا اسکالا انجام گرفت. اما وردی برای خود این حق را محفوظ داشت که اگر از نتیجه کارش راضی نباشد، بتواند حتی در آخرین دقیقه از اجرای اتللو جلوگیری کند. وردی در واقع از نتیجه کار نگران بود چرا که ۱۵ سال از نخستین اجرای آئیدا و ۱۳ سال از نخستین اجرای رکوئیم در میلان گذشته بود و اپرای جدید سکوت چند ساله او را می‌شکست. نگرانی وردی بی‌مورد بود. در روز اجرا لا اسکالا از جمعیت پر شد و پس از پایان اجرا مردم کالسکه وردی را تا هتل محل اقامتش همراهی کردند.

## موسیقی وردی

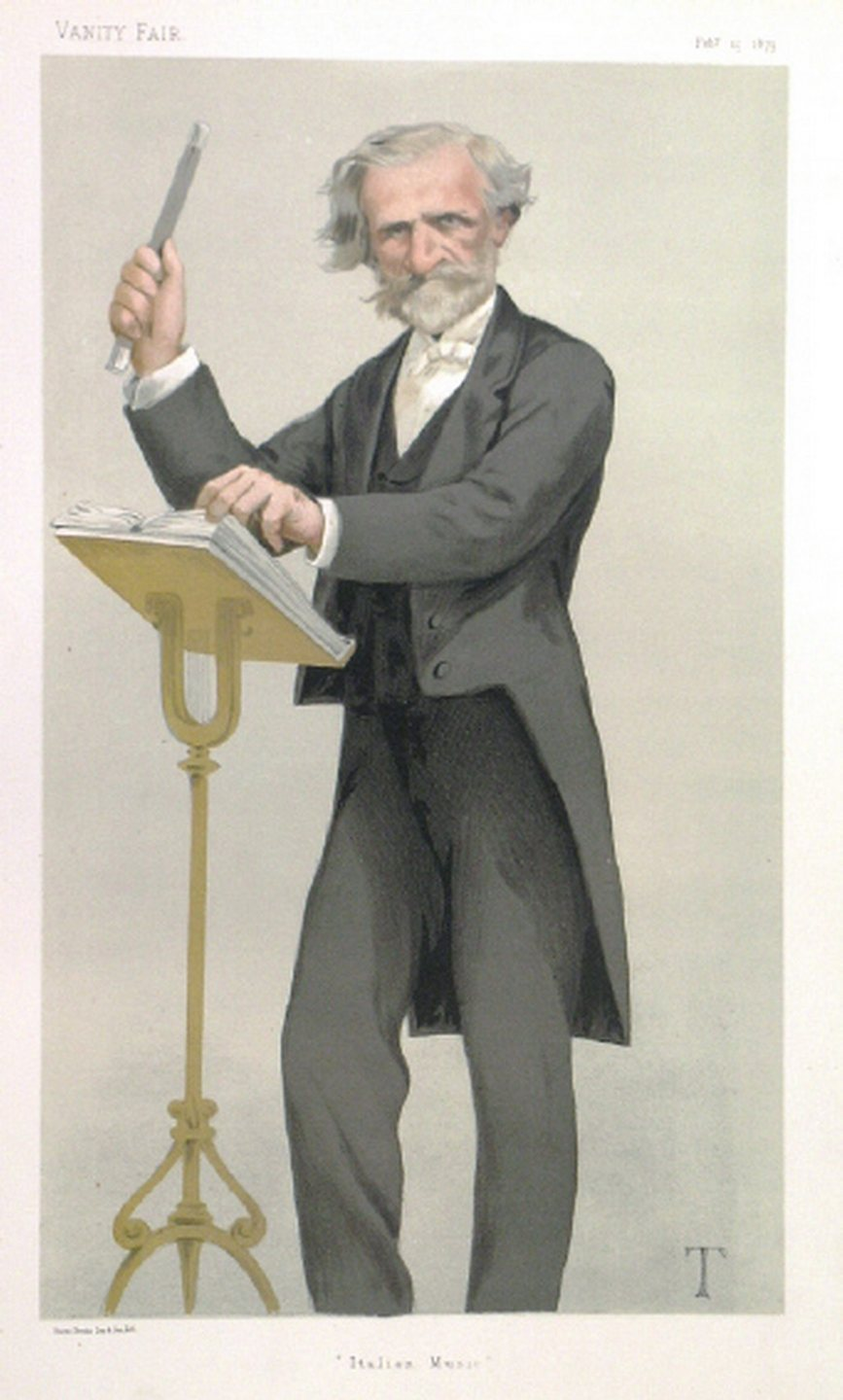
کاریکاتور جوزپه وردی (۱۸۱۳-۱۹۰۱). عنوان اثر «موسیقی ایتالیایی». اندازه کلی حدود ۸ در ۱۴ اینچ

وردی طولانی بودن نمایش را برابر با کسل‌کننده بودن آن می‌دانست. او کارهایش را نه‌تنها برای موسیقیدانان که برای عامهٔ مردم می‌آفرید. وردی به‌دنبال مضمون‌هایی بکر، جالب و پرشور بود. به‌گفتهٔ راجر کِیمی‌ین، کمابیش تمام کارهای متعالی وردی کارهایی جدی هستند و پایانی ناشاد دارند. با وجود آنکه مردم این کارها را می‌پسندیدند، اما منتقدان آن‌ها را به‌دلیل مضمون‌هایشان مفتضح می‌دانستند. به‌عنوان نمونه در ریگولتو تجاوز و خودکشی نادیده گرفته شده و در لا تراویاتا زنی روسپی قهرمان داستان است.
موسیقی وردی موقعیت‌های دراماتیک را زنده و برجسته نشان می‌داد. در اپراهای وردی دوئت‌ها، تریوها، و کوارتت‌های بسیاری وجود دارد که در آن‌ها به هر شخصیت ملودی اختصاص داده شده‌است. همسرایی‌ها در اپراهای او نقش مهمی دارند. راجر کیمی‌ین، واپسین ساخته‌های وردی را دارای پیوستگی موسیقایی بیشتری می‌داند. به‌باور او، ارکستراسیون آثار پایانی وردی خلاقانه‌تر و برخوردار از همراهی‌های غنی‌تری هستند.

## آثار
- اوبرتو
- سلطنت یک روزه
- نابوکو
- لمباردی‌ها در نخستین جنگ صلیبی
- ارنانی
- دو فوسکاری
- ژاندارک
- آلزیرا
- آتیلا (اپرا)آتیلا
- مکبث (اپرا)مکبث
- راهزنان اپرا
- اورشلیم اپرا
- ایل کورسارو (دزد دریایی)
- جنگ لنیانو
- لوئیزا میلر
- استفیلیو
- ریگولتو
- ایل تراواتوره (تروبادور)
- لا تراویاتا (بانوی گمراه)
- نماز شامگاه سیسیل
- سیمون بوکانگرا
- آرولدو
- رقص بالماسکه
- نیروی سرنوشت
- دون کارلوس
- آیدا
- اتللو اپرا
- فالستاف
- نغمه سرا دور گرد
- اتلو